# Petropawliwka (Schtschastja)
Petropawliwka (ukrainisch Петропавлівка; russisch Петропавловка Petropawlowka) ist eine Siedlung städtischen Typs im Osten der Ukraine mit etwa 5000 Einwohnern.

## Geographie
Der Ort in der Oblast Luhansk ist etwa 22 Kilometer nordwestlich der ehemaligen Rajonshauptstadt Stanyzja Luhanska und 28 Kilometer nordwestlich der Oblasthauptstadt Luhansk am Zusammenfluss des Kowsuh (Ковсу) mit dem Jewsuh (Євсуг) gelegen.
Am 12. Juni 2020 wurde die Siedlung ein Teil der neugegründeten Stadtgemeinde Schtschastja, bis dahin bildete sie zusammen mit dem Dorf Wojtowe (Войтове) die gleichnamige Siedlungsratsgemeinde Schtschastja (Петропавлівська селищна рада/Petropawliwska selyschtschna rada) im Westen des Rajons Stanytschno-Luhanske.
Seit dem 17. Juli 2020 ist sie ein Teil des Rajons Schtschastja.

## Geschichte
Der Ort wurde im 1684 als Karajaschnik (Караяшник) gegründet, 1771 nach der Neugründung in Petropawlowka (Петропавловка) umbenannt und erhielt 1923 den Namen Petriwka (ukrainisch Петрівка; russisch Петровка Petrowka). 1957 wurde das bis dahin bestehende Dorf schließlich zu einer Siedlung städtischen Typs ernannt. Von 1960 bis 1963 war der Ort Rajonszentrum des Rajons Werchnjoteple, der 1963 aufgelöst wurde. Am 19. Mai 2016 wurde der Ort im Zuge der Dekommunisierung in der Ukraine auf seinen alten Namen Petropawliwka umbenannt.